# Capistrano (Italië)
Capistrano is een gemeente in de Italiaanse provincie Vibo Valentia (regio Calabrië) en telt 1147 inwoners (31-12-2004). De oppervlakte bedraagt 21,0 km², de bevolkingsdichtheid is 60 inwoners per km².

## Demografie
Capistrano telt ongeveer 390 huishoudens. Het aantal inwoners daalde in de periode 1991-2001 met 7,9% volgens cijfers uit de tienjaarlijkse volkstellingen van ISTAT.
| Jaar | Inwoneraantal |
| ---- | ------------- |
| 1991 | 1309          |
| 2001 | 1205          |

## Geografie
De gemeente ligt op ongeveer 352 meter boven zeeniveau.
Capistrano grenst aan de volgende gemeenten: Chiaravalle Centrale (CZ), Filogaso, Maierato, Monterosso Calabro, San Nicola da Crissa, San Vito sullo Ionio (CZ), Torre di Ruggiero (CZ).